# Нападение на Жервени
Нападението на Жервени е битка по време на Илинденско-Преображенското въстание между чети на Вътрешната македоно-одринска революционна организация и башибозук в Жервени.
След обявяването на въстанието на 20 юли 1903 година четата на Иван Попов на път за Вишени край Шестеово избива 50 помаци от Жервени. На 23 юли (7 август по нов стил) помашкото село е обградено от отряда на Лазар Поптрайков, който предлага на селяните да предадат оръжието си. В започналото сражение загиват двама четници – единият Атанас Пачков от Дъмбени, а четирима други са ранени. След известна съпротива селото е превзето и подпалено.
Вие видѣхте, г-не, селото Жервени. То броеше 90 кѫщи, всичкитѣ турски. То е едничкото турско село въ нашето поле. Много изтеглихме отъ това село прѣди възстанието. На 21 юлий, когато възстанието бѣ провъзгласено, 18 души турци отъ това село, които се завръщаха отъ пазаря въ Костуръ, като отказаха да си прѣдадатъ орѫжието на четитѣ, всички бидоха убити. Женитѣ и дѣцата напуснаха селото и останаха да се криятъ въ гората срѣщу него. На 23 юлий войводата Поповъ влѣзе въ селото и прѣдложи на турцитѣ да събератъ всичкото орѫжие и въ единъ кѫсъ срокъ да му го прѣдадатъ. На това прѣдложение на войводата турцитѣ отговориха съ огънь. Тогава се започна прѣстрѣлка. Убиха се още 5-ма души турци и се подпалиха нѣколко плѣвни около селото. На 26 юлий стигна войска и прибра цѣлото турско население въ града. Селото остана праздно. Много чети минаваха прѣзъ него. Днесь една кѫща се подпалила, утрѣ друга, до като не остана ни една. Запрѣтено бѣ отъ началството да се горятъ кѫщи, нъ при все това не можеше да има строгъ контролъ върху едно възстанало население.
Башибозук от Жервени участва активно в кървавото потушаване на въстанието в Костурско.